# Amorphophallus ranchanensis
Amorphophallus ranchanensis är en kallaväxtart som beskrevs av Ipor, A.Simon och Meekiong. Amorphophallus ranchanensis ingår i släktet Amorphophallus och familjen kallaväxter. Inga underarter finns listade.